# Конституція Ліхтенштейну
Конституція князівства Ліхтенштейн визначає Ліхтенштейн як конституційну спадкову монархію на парламентських та демократичних принципах. Представниками державної влади є фюрст та народ. Остання конституція датується 1921 роком та дійсна на сьогоднішній день в редакції 2003 року.

## Історія конституції

### Конституція 1818 року
За часів Священної Римської імперії в князівстві Ліхтенштейн не було письмової конституції. Разом із створенням наполеонівських держав-прикладів перша письмова конституція (в сучасному сенсі цього слова) була створена в Німеччині. Зокрема, таким чином була створена конституція великого герцогства Франкфурт.
§ 13 конституції союзу німецьких держав визначала, що кожна держава-член союзу повинна мати свою конституцію. 1818 року нав'язана конституцію була підписана 9 листопада 1818 року князем Йоганном І фон Ліхтенштейн. Ця конституція визначила створення Ландтагу, що складався з представників духовенства, правління та казначеїв общин. Ландтагу скликався фюрстом один раз на рік та виконував формально визначав вимоги до податків.

### Революцію 1848 року
Протягом революцій 1848—1849 років вилилися в безпорядки в Ліхтенштейні, але завдячуючи історику Петер Кайзеру вони закінчилися мирно. Піддані просили фюрста Алоїза II надати в новій конституції права вільного воєвиявлення представникам народу та заборону феодального підданства. Тим не менше, в зв'язку з придушенням революцій в Австрії та Німецькому союзі побажання народу не були прийняті.

### Перша конституція 1862 року
Фюрст Йоганн II надав Ліхтенштейну першу конституцію в 1862 році, за якою був створений демократично легітимний Ландтаг Ліхтенштейну. Звичайно, народ мав лише опосередкований вплив на Ландтаг.
Кількість обранців Ландтагу зменшилася до 15, троє з яких призначалися фюрстом, а інші дванадцять обиралися опосередковано чоловіками з правом голосу. Для такого вибору в конжній общині обиралося по одному представнику на кожні 100 мешканців. Ці обрані представники визначали обранців Ландтагу на окремих зборах.
Конституція вперше обмежували права фюрста. Він керував країною, але законодавча влада належала Ландтагу.
Ландтаг мав тепер права впливу на найважливіші задачі країни. Він мав вплив на законодавчий процес, а також на фінанцовий суверенітет за рахунок визначення податків. Крім того, Ландтаг мав право голосу при заключенні державних договорів, міг контролювати державну адміністрацію та мав право впливу у випадку військової мобілізації.

### Конституція 1921 року
Після заснування Християнсько-соціальної народної партії та прогресивної громадянської партії Ліхтенштейну в 1918 році знову постало питання нової конституції на демократичних основах. Конституція набрала чинності 24 жовтня 1921 року після переговорів між фюрстом та Ландтагом. Держава була визначена як конституційна спадкова монархія на парламентських та демократичних принципах. З 1918 року Ландтаг обирався безпосередньо народом після відмови від додаткових представників народу. Конституцію можна визначити як біполярну між монархічними та демократичними принципами, що знаходяться в рівновазі. В результаті цього, більшість завдань держави стали спільними для фюрста та Ландтагу. Крім того, в конституцію були вперше включені такі прямодемократичні елементи як народна ініціатива та референдум.

### Зміни конституції 2003 року
Зміни конституції 2003 року призвели до перерозподілу прав між фюрстом та Ландтагом. Ці зміни надали фюрсту більше прав, аніж будь-якому іншому монарху в Європі за винятком Папи Римського. Населення Ліхтенштейну віддалу 64,3% голосів за зміни до конституції після того, як Ганс-Адам II заявив, що покине країну у випадку відхилення змін. Виходячи з обставин, фюрст має право в будь-який момент розпустити Ландтаг та управляти країною у непарламентському надзвичайному стані. Більше того, фюрст має право в односторонньому порядку, себто без узгодження з парламентом та вказання причин, розпустити уряд країни. Після змін 2003 року, всі судді подаються колегією суддів до парламенту для їх затвердження. В цій колегії фюрст має право вето, себто має вирішальний вплив на вібир суддів. Народові надається право висловлення недовіри фюрсту та відлучення його від управління країною. Хоча дії, що необхідні для втілення цього, досить складні та фактично не можуть буть реалізовані на практиці.
Конституцію розкритикували як в державі, так і на міжнародному рівні. Рада Європи висловила думку, що демократія в Ліхтенштейні стоїть під загрозою через панівне положення фюрста.

## Зміст конституції
Конституція складається з дванадцяти глав:
- Глава I. Князівство
- Глава II. Фюрст
- Глава III. Обов'язки держави
- Глава IV. Загальні права та обов'язки громадян Ліхтенштейну
- Глава V. Ландтаг
- Глава VI. Державний комітет
- Глава VII. Уряд
- Глава VIII. Суди
- Глава IX. Адміністративні одиниці та держслужбовці
- Глава X. Общини
- Глава XI. Конституційні зміни та їх інтерпретація
- Глава XII. Прикінцеві положення